# Baitadi (distrito)
Baitadi é um distrito da zona de Mahakali, no Nepal. Tem como sede a cidade de Baitadi.